# La Hutte (Belgique)
La Hutte (en néerlandais : D'Hutte) est un hameau de la commune de Brakel dans la province de Flandre-Orientale, en Belgique qui, jusqu'en 1962, faisait partie de la commune de Flobecq en Hainaut. Il se trouve au nord du mont de Rhodes. 

## Histoire
Avant la fixation de la frontière linguistique, La Hutte faisait partie de la commune de Flobecq en Hainaut,.

## Trafic et transport
À La Hutte, passe la N48, c'est la chaussée allant de Renaix à Ninove.